# باولو فيكتور دي ألميدا باربوسا
باولو فيكتور دي ألميدا باربوسا هو لاعب كرة قدم برازيلي، ولد في 13 أبريل 2001.

## وصلات خارجية
- باولو فيكتور دي ألميدا باربوسا على موقع قاعدة بيانات كرة القدم.إي يو (الإنجليزية)
- باولو فيكتور دي ألميدا باربوسا على موقع Soccerway.com (الإنجليزية)